# Karl Lehmann

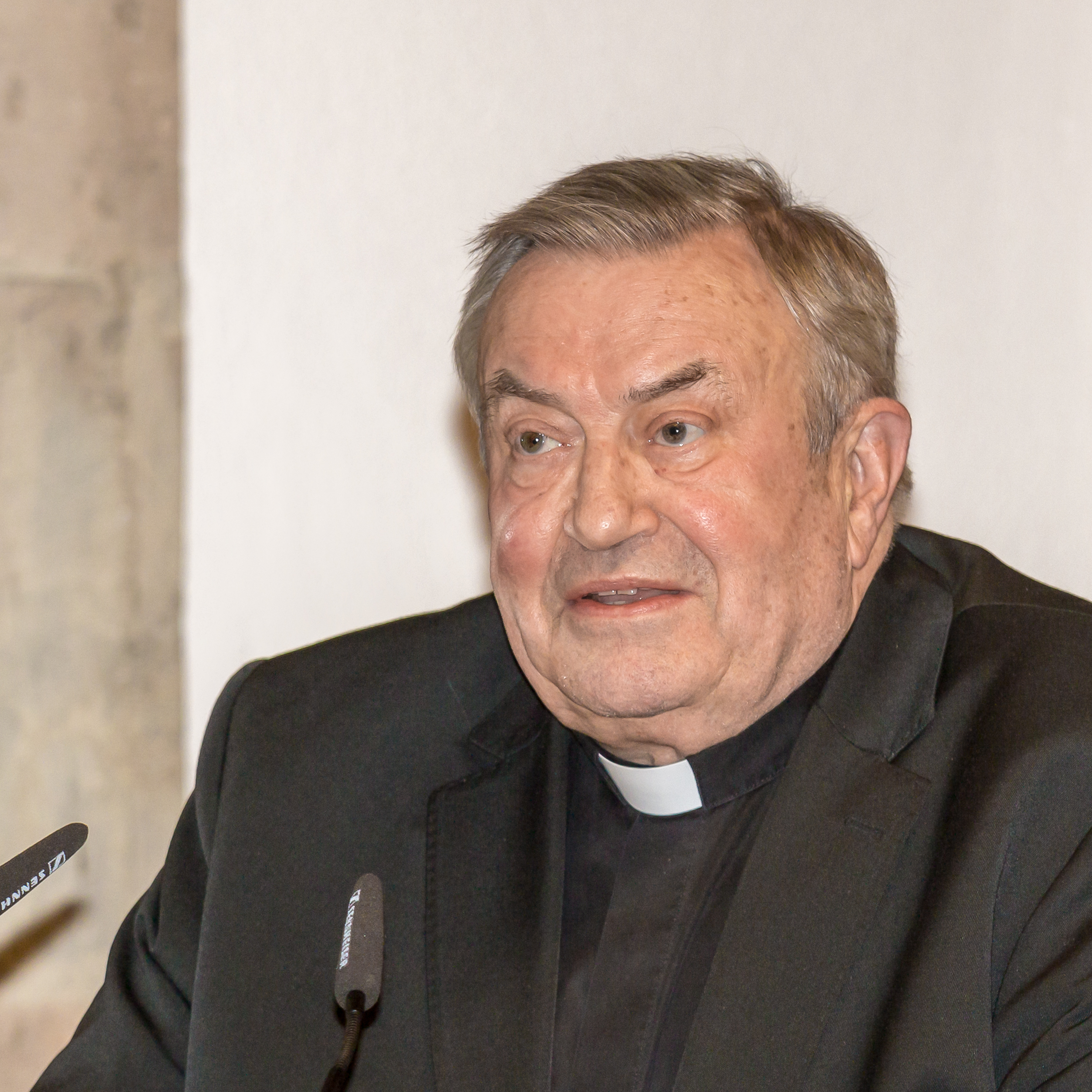
Karl Lehmann (2014)

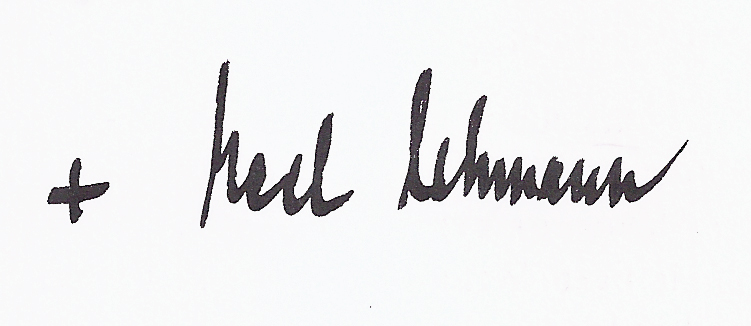
Signatur (1994)

Karl Kardinal Lehmann (* 16. Mai 1936 in Sigmaringen; † 11. März 2018 in Mainz) war ein deutscher römisch-katholischer Geistlicher, Theologe und Hochschullehrer und von 1983 bis 2016 Bischof von Mainz. Von 1987 bis 2008 war er Vorsitzender der Deutschen Bischofskonferenz. Lehmann wurde 2001 von Papst Johannes Paul II. zum Kardinal ernannt.

## Leben

### Kindheit und Jugend

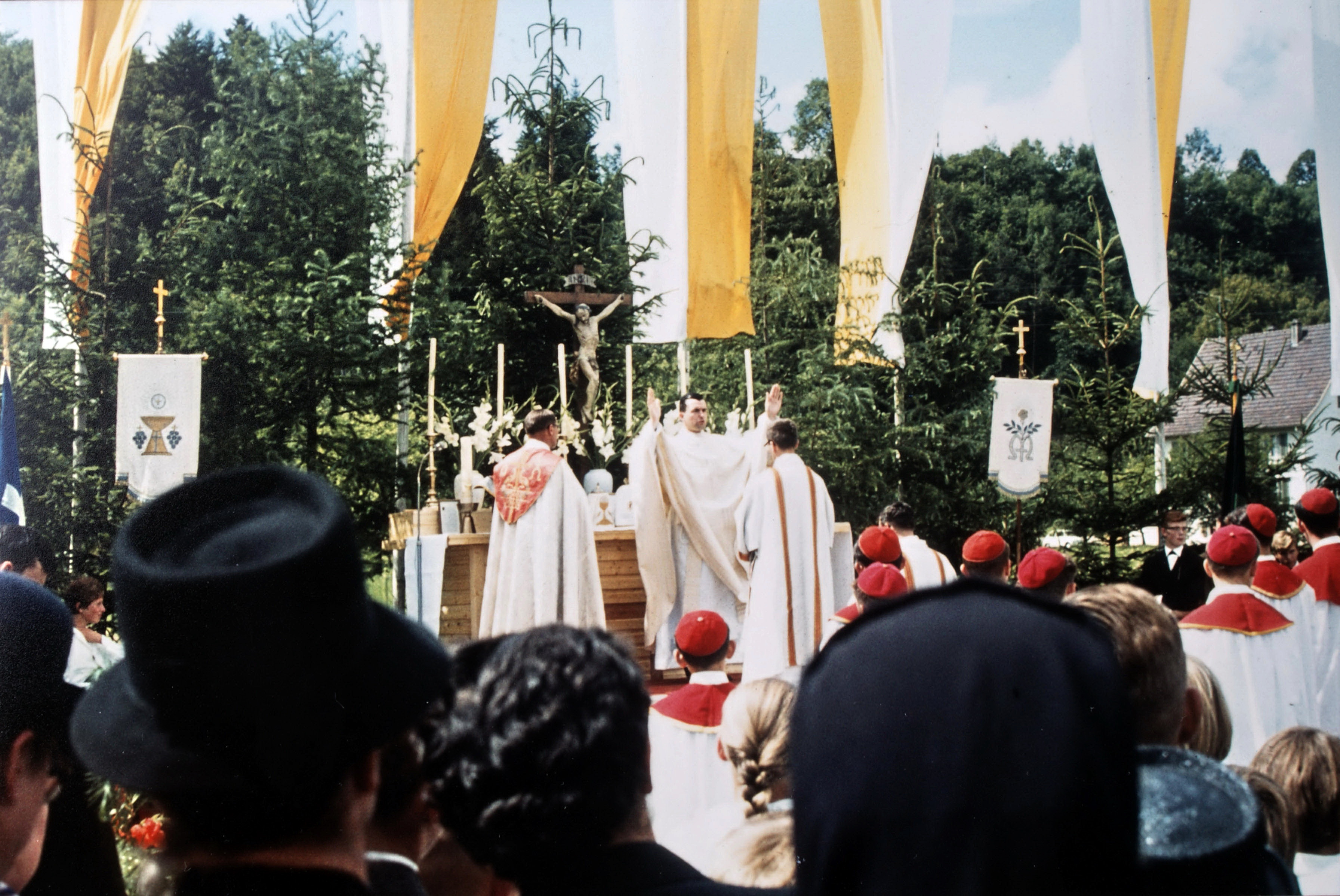
Veringenstadt 1963, Primiz von Karl Lehmann. Die liturgischen Assistenten waren Pfarrer Fridolin Abberger und Pfarrer Fridolin Fink.

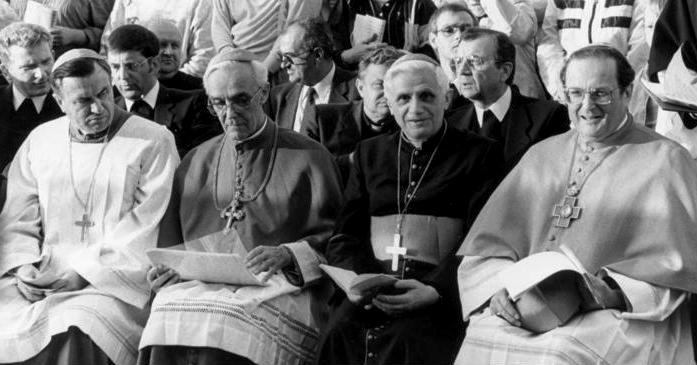
Bischof Karl Lehmann (vorderste Reihe links im Bild), neben ihm Bischof Gerhard Schaffran, Joseph Kardinal Ratzinger und Joachim Kardinal Meisner auf dem Dresdner Katholikentreffen 1987

Karl Lehmann wurde in Sigmaringen als älterer von zwei Söhnen geboren und verbrachte seine Jugend in Veringenstadt, wo sein Vater Karl Lehmann (1903–1986) Volksschullehrer war. Die Mutter Margarete Lehmann (1911–1997) war ausgebildete Buchhändlerin. Sein jüngerer Bruder war Reinhold Lehmann (1939–1998). Von 1942 bis 1945 besuchte Karl Lehmann die Grundschule Liggersdorf und Langenenslingen, woher auch seine Eltern stammen. Mit dem Besuch des Staatlichen Gymnasiums Sigmaringen trat er in das damalige Erzbischöfliche Studienheim St. Fidelis in Sigmaringen ein.

### Studium, Priesterweihe, Professur
Nach der Schulzeit studierte Lehmann von 1956 bis 1964 Philosophie und Katholische Theologie an der Albert-Ludwigs-Universität Freiburg und an der Päpstlichen Universität Gregoriana in Rom, wo er im Germanicum-Hungaricum lebte. Er empfing am 10. Oktober 1963 in Rom durch Julius Döpfner die Priesterweihe für das Erzbistum Freiburg. Seine Primiz feierte er zunächst in San Saba und dann auch in Veringenstadt.
1962 wurde Lehmann von der Päpstlichen Universität Gregoriana im Fachgebiet Philosophie mit einer Dissertation zum Thema Vom Ursprung und Sinn der Seinsfrage im Denken Martin Heideggers zum Dr. phil. promoviert. Beim II. Vatikanischen Konzil von 1962 bis 1965 war er als Mitarbeiter des Theologen Karl Rahner tätig; dessen wissenschaftlicher Assistent war er zunächst (1964 bis 1967) am Seminar für Christliche Weltanschauung und Religionsphilosophie an der Ludwig-Maximilians-Universität München, später (1967) am Lehrstuhl für Dogmatik und Dogmengeschichte der Westfälischen Wilhelms-Universität Münster. 1967 wurde Karl Lehmann von der Gregoriana im Fachgebiet Theologie mit einer Arbeit zum Thema Auferweckt am dritten Tag nach der Schrift – Exegetische und fundamentaltheologische Studien zu 1 Kor 15, 3b–5 zum Dr. theol. promoviert und durch den Freiburger Erzbischof Hermann Schäufele endgültig für die wissenschaftliche Laufbahn freigestellt.
1968 erhielt er einen Ruf auf den Lehrstuhl für Dogmatik II der Katholisch-Theologischen Fakultät der Johannes-Gutenberg-Universität in Mainz. Da Lehmann in Deutschland weder promoviert worden war noch sich habilitiert hatte, war die Berufung mit einem rechtlichen formalen Problem verbunden. Mit Hilfe eines externen Gutachtens des Tübinger Dogmatikprofessors Joseph Ratzinger wurde die Lehrbefähigung Lehmanns, die Venia Legendi, an der Mainzer Fakultät bestätigt. 
Zusammen mit Walter Kasper, Joseph Ratzinger, Karl Rahner und anderen plädierte er im Februar 1970 mit dem Memorandum zur Zölibatsdikussion für eine eindringliche Überprüfung und differenziertere Betrachtung des Zölibatsgesetzes der lateinischen Kirche.
Seit 1971 war Lehmann Professor für Dogmatik und Ökumenische Theologie an der Albert-Ludwigs-Universität Freiburg im Breisgau. 1974 berief ihn Papst Paul VI. in die Internationale Theologenkommission, der er bis zu seiner Bischofsweihe angehörte. Er war Vorsitzender ihrer Unterkommission zum Studium der Theologie der Befreiung. Am 26. März 1979 verlieh ihm Papst Johannes Paul II. den Titel Ehrenprälat Seiner Heiligkeit. Im Dezember desselben Jahres kritisierte Lehmann den Entzug der kirchlichen Lehrbefugnis Hans Küngs durch Johannes Paul II. und bezeichnete diese Entscheidung als „rabenschwarzen Tag für die Theologie“.

### Bischof und Kardinal

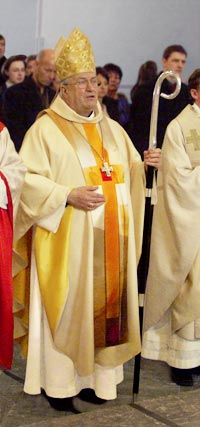
Kardinal Lehmann in weißer Kasel (2007)

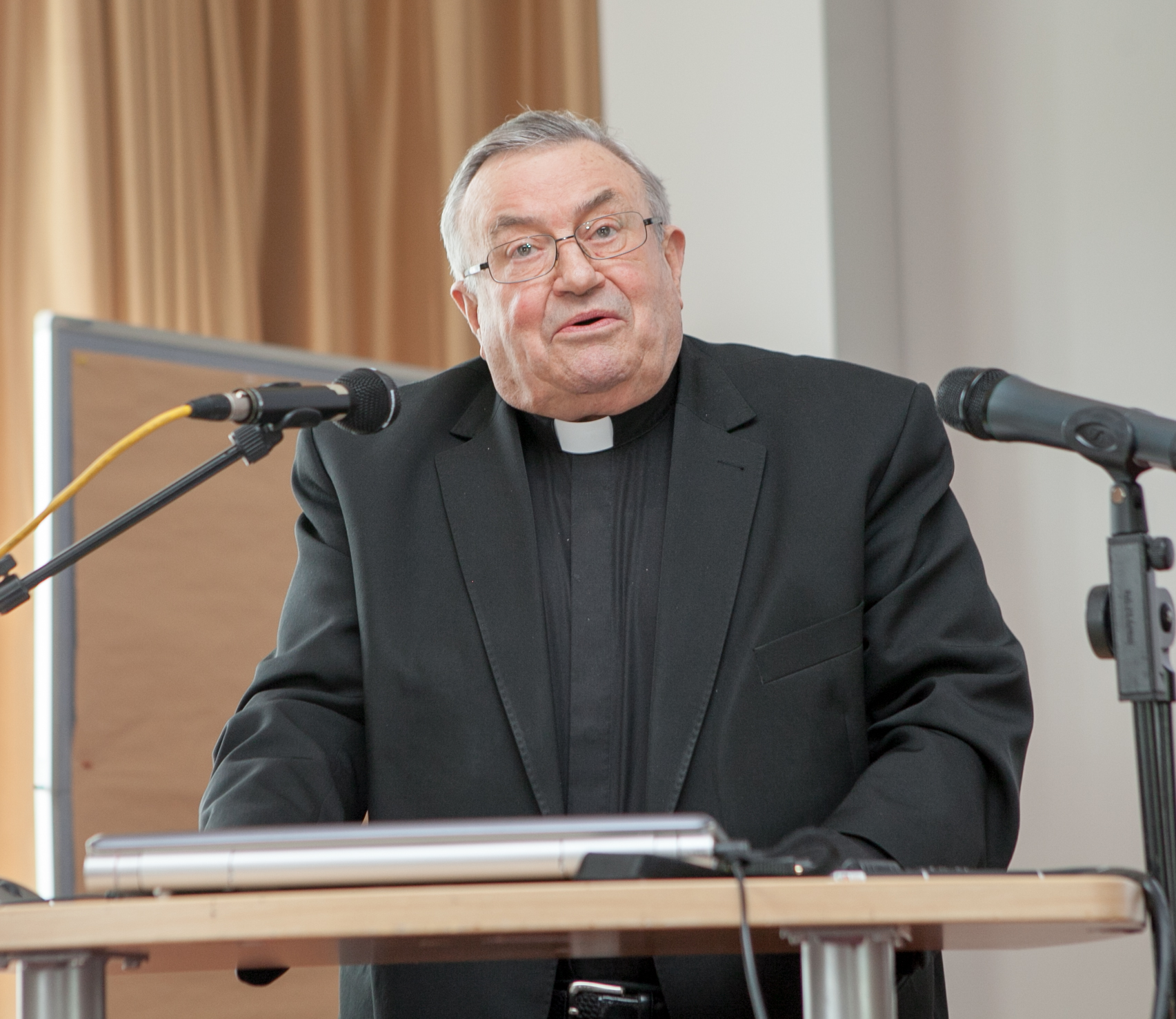
Kardinal Lehmann (2015)

Am 3. Juni 1983 wurde Lehmann vom Mainzer Domkapitel zum Bischof gewählt und infolgedessen am 23. Juni 1983 von Papst Johannes Paul II. zum Bischof von Mainz ernannt. Die Bischofsweihe spendete ihm sein Amtsvorgänger, Hermann Kardinal Volk, am 2. Oktober desselben Jahres im Mainzer Dom; Mitkonsekratoren waren Wolfgang Rolly, Weihbischof in Mainz, und Oskar Saier, Erzbischof von Freiburg. Lehmann war der 87. Nachfolger des heiligen Bonifatius auf dem Mainzer Bischofsstuhl und damals der jüngste Bischof Deutschlands.
Nachdem er seit 1985 stellvertretender Vorsitzender der Deutschen Bischofskonferenz war, wurde er am 22. September 1987 zum Vorsitzenden gewählt. In den Jahren 1993, 1999 und 2005 wurde er jeweils für weitere sechs Jahre in diesem Amt bestätigt. Die letzte Wahl erfolgte auf der Vollversammlung der Bischöfe am 20. September 2005 in Fulda. Am 15. Januar 2008 gab er bekannt, dieses Amt am 18. Februar desselben Jahres niederzulegen.
Im Bistum Mainz führte Lehmann 1996 mit der Strukturreform „…damit Gemeinde lebt“ eine Pastoral ein, in der die einzelnen Gemeinden verstärkt zusammenarbeiten. Diese Pastoralreform wurde im Februar 2007 mit dem Abschluss von Kooperationsverträgen verbindlich. Ein weiteres bedeutendes Ereignis war der 93. Deutsche Katholikentag im Juni 1998, der in Mainz stattfand. Im Januar 2001 gründete er die Initiative „Netzwerk Leben“, die sich für die Beratung von Schwangeren im Bistum einsetzt, nachdem die katholische Kirche in Deutschland aus der Schwangerenkonfliktberatung ausgestiegen war.
Am 21. Januar 2001 verkündete Papst Johannes Paul II. die Namen von 37 Geistlichen, die zur Kardinalskreierung im Konsistorium am 21. Februar vorgesehen waren und kündigte an, in Kürze die Namen weiterer Kardinäle in pectore bekannt zu geben. Diese Ankündigung setzte er am 28. Januar 2001 um und benannte zwei Kardinäle in pectore sowie die Namen von fünf weiteren Priestern, die er in pectore zur Ernennung im Konsistorium am 21. Februar vorgesehen hatte, darunter auch Karl Lehmann. Lehmann wurde im Rang eines Kardinalpriesters mit der Titelkirche San Leone Magno während des Konsistoriums vom 21. bis 23. Februar 2001 zusammen mit 41 weiteren neu ernannten Kardinälen feierlich in sein Amt eingeführt. Nach dem Tod von Papst Johannes Paul II. nahm er am Konklave 2005 teil.
Bei Vollendung seines 75. Lebensjahres brachte Lehmann aus Altersgründen ein Rücktrittsgesuch vor, dem Papst Benedikt XVI. nicht stattgab. Nach dem Rücktritt Benedikts XVI. nahm Lehmann am Konklave 2013 teil. Die Wahl des neuen Papstes Franziskus begrüßte er und sprach von einem „Neubeginn“. Er stellte sich auch hinter den Papst und verteidigte dessen Vorgehensweise zur Zeit der argentinischen Militärdiktatur.

Kardinalswappen

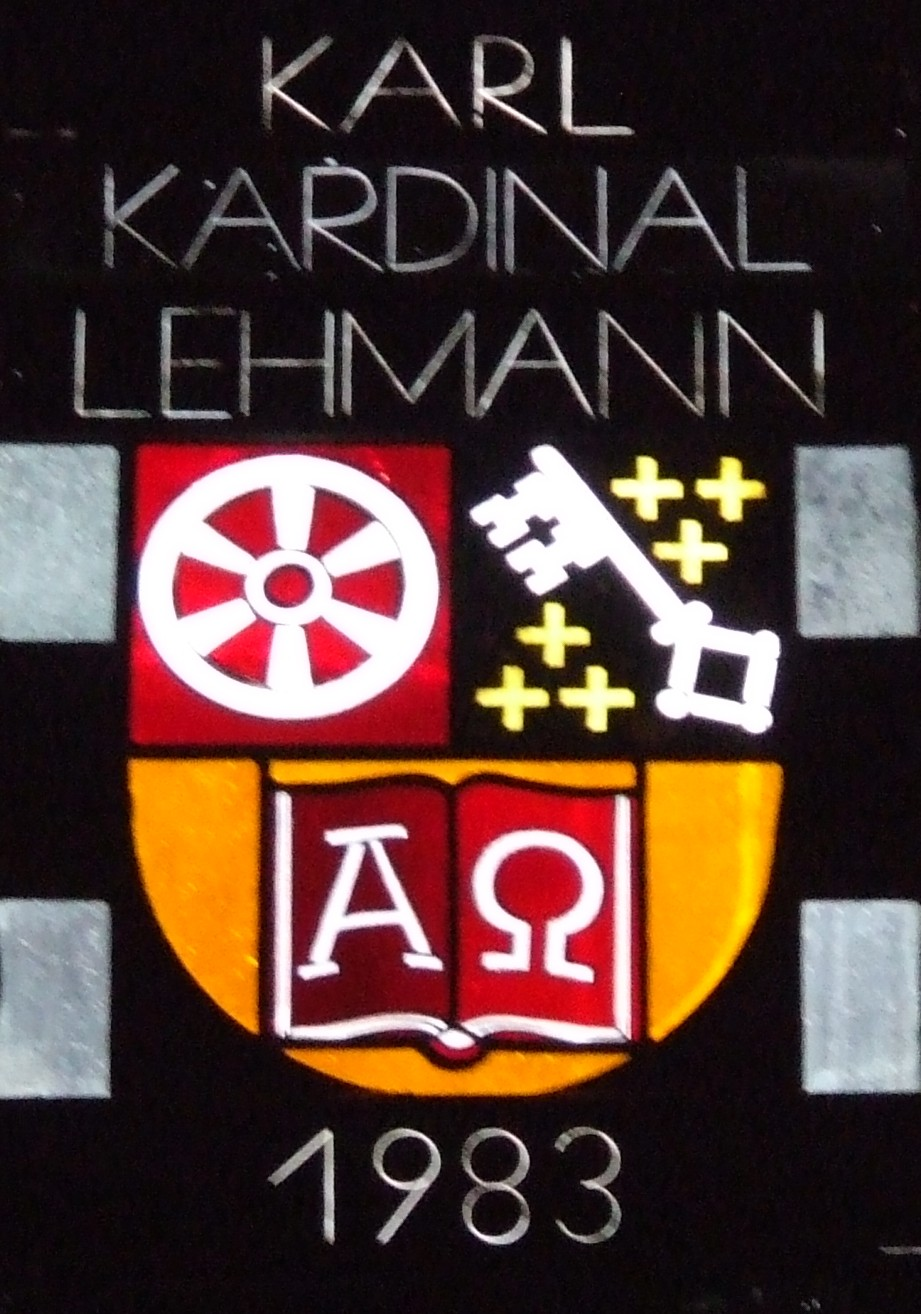
Wappenschild als Fensterbild im Mainzer Dom

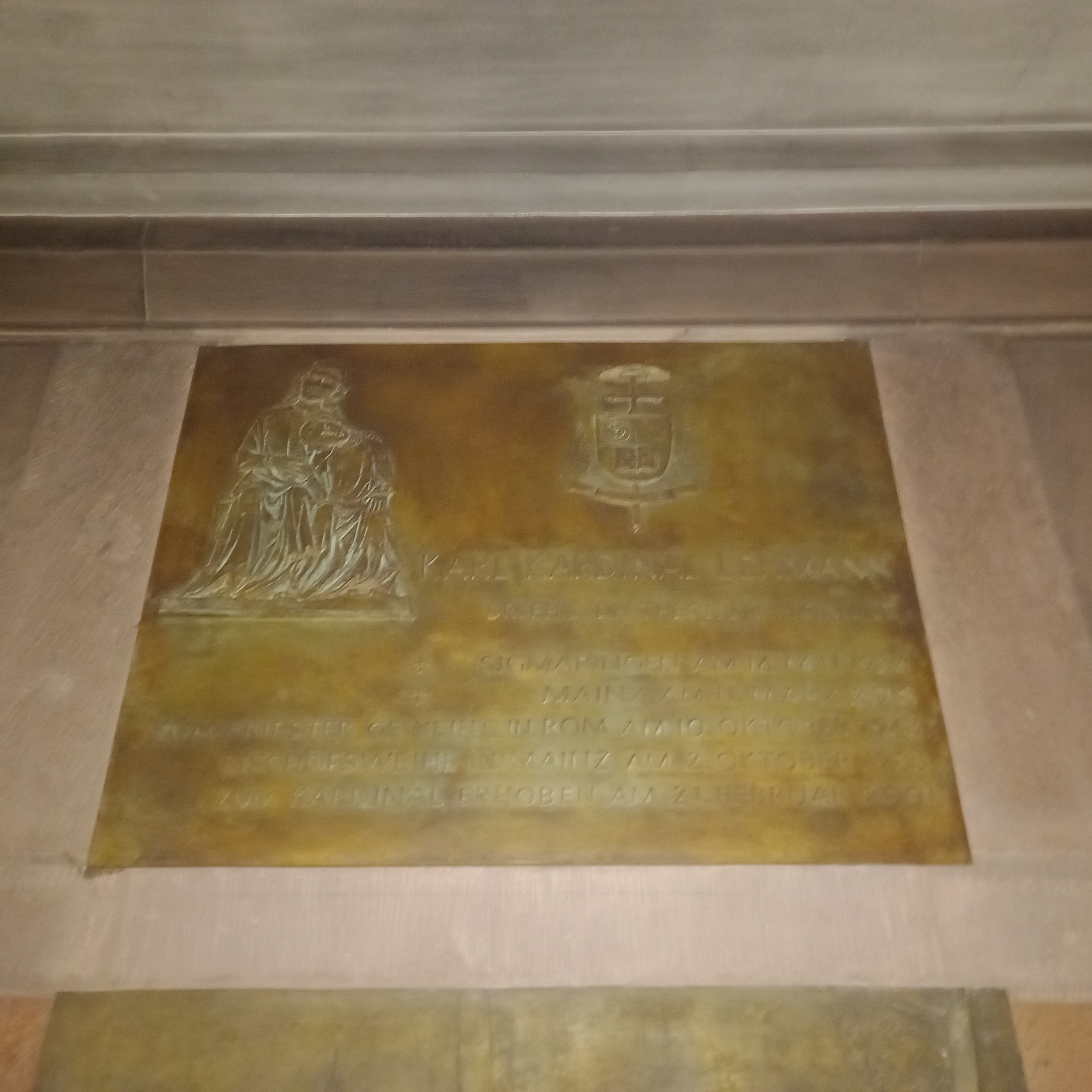
Das Grab von Karl Kardinal Lehmann in der Bischofsgruft des Mainzer Doms

In einem Interview im Sommer 2015 deutete Lehmann an, dass er mit Vollendung des 80. Lebensjahres im Mai 2016 aus dem Amt scheiden werde. Am 16. Mai 2016, dem 80. Geburtstag Karl Lehmanns, nahm Papst Franziskus das Rücktrittsgesuch an.
Karl Lehmanns Amtszeit war die drittlängste in der Geschichte des Bistums Mainz. Nur Lothar Franz von Schönborn und Willigis waren länger im Amt.

### Titel
Der offizielle Titel Lehmanns seit seiner Ernennung zum Kardinal lautete:
Seine Eminenz Karl Kardinal Lehmann, Kardinalpriester der Heiligen Römischen Kirche, durch Gottes Barmherzigkeit und des Heiligen Apostolischen Stuhles Gnade, Bischof des Heiligen Stuhles von Mainz.
Akademisch: Karl Lehmann war Honorarprofessor der Universitäten Mainz und Freiburg i. Br. Er wurde zum Dr. phil. und Dr. theol. promoviert und war Träger zahlreicher Ehrendoktorwürden (s. u.).

### Wappen und Wahlspruch
Blasonierung: Geteilt und oben gespalten, oben vorn das Mainzer Rad und hinten in Schwarz ein silberner schräggelegter Schlüssel mit dem Bart nach heraldisch rechts (Wappen des ehemaligen Bistums Worms), begleitet von sechs goldenen Kreuzchen. Im unteren goldenen Schild die aufgeschlagene rote Bibel mit den griechischen Buchstaben A und Ω. Über dem Wappenschild der rote Kardinalshut (Galero) mit herabhängenden 15 roten Quasten (Zeichen der Kardinalswürde). Hinter dem Wappenschild das bischöfliche Vortragekreuz als Verweis auf den Bischof von Mainz. Unter dem Wappen im Spruchband sein Wahlspruch State in Fide („Steht fest im Glauben“) entstammt dem 1. Brief des Paulus an die Korinther (1 Kor 16,13 ).

### Emeritierter Bischof
Im Dezember 2016 wurde Lehmann Mercator-Professor in Duisburg. Bei seiner ersten Vorlesung am 13. Dezember 2016 bekräftigte er seine Ablehnung einer Obergrenze für die Aufnahme von Flüchtlingen. Für die Flüchtlingspolitik von Angela Merkel zeigte Lehmann Verständnis und sagte: „Was hätte Angela Merkel denn machen sollen, als die Menschen in großer Not vor unseren Toren standen?“

### Erkrankung und Tod
Ende September 2017 wurde Lehmann nach einem Schlaganfall und einer Hirnblutung ins Katholische Klinikum Mainz eingeliefert. Dort wurde er bis Dezember desselben Jahres behandelt, anschließend in seinem Haus in Mainz gepflegt. Am 5. März 2018 teilte der Mainzer Bischof Peter Kohlgraf mit, dass Lehmanns Gesundheitszustand kritisch sei, und bat die Gläubigen um ihr Gebet.
Karl Kardinal Lehmann starb am 11. März 2018, dem Sonntag Laetare, gegen 4:45 Uhr im Mainzer Bischofshaus im Alter von 81 Jahren. Vom 13. bis 20. März 2018 war sein Leichnam in der Augustinerkirche aufgebahrt, wo sich die Bevölkerung von Lehmann verabschieden konnte. Die Exequien für den verstorbenen Altbischof von Mainz fanden am 21. März 2018 statt. Nach einer Prozession mit dem Sarg Kardinal Lehmanns, die von der Augustinerkirche über die Domplätze Leichhof, Höfchen, Markt und Liebfrauenplatz zum Dom führte, zelebrierte Bischof Peter Kohlgraf dort das Pontifikalrequiem. Der Leichenwagen wurde von Lehmanns langjährigem Chauffeur Klaus Ritzheim gelenkt. Im Anschluss an das Requiem wurde Lehmann in der Bischofsgruft des Domes über seinem Vorgänger Kardinal Volk beigesetzt.

## Überdiözesane Aufgaben
Karl Lehmann war von 1987 an Vorsitzender der Deutschen Bischofskonferenz (DBK). Von 1985 bis 1987 war er stellvertretender Vorsitzender unter Joseph Höffner und nach dessen Erkrankung und seinem Ausscheiden aus dem Amt auch kommissarischer Leiter bis zu seiner ersten Wahl zum Vorsitzenden am 22. September 1987. In einem Brief an die Mitglieder der Bischofskonferenz gab er den Rücktritt vom Vorsitz der Deutschen Bischofskonferenz aus gesundheitlichen Gründen zum 18. Februar 2008 bekannt.
Weitere Ämter und Aufgaben:
- seit 1984 Mitglied des Kontaktgesprächskreises zwischen Vertretern der Deutschen Bischofskonferenz und Vertretern des Rates der Evangelischen Kirche Deutschlands (EKD)
- Mitglied und Vorsitzender (auf katholischer Seite) des Evangelisch-Lutherischen/Römisch-Katholischen Gesprächs zwischen dem Lutherischen Weltbund und dem Päpstlichen Rat zur Förderung der Einheit der Christen
- 1988–1998 Mitglied der Glaubenskongregation
- 1991 Sondersekretär der Außerordentlichen Europa-Synode des Heiligen Stuhls in Rom
- 1993 Erster Stellvertretender Vorsitzender des Rates der Europäischen Bischofskonferenzen (CCEE)
- 1998–2012 Mitglied der Kongregation für die Bischöfe
- Mitglied des Päpstlichen Rates für die Förderung der Einheit der Christen
- Mitglied der Kongregation für die Ostkirchen
- Vorsitzender der Glaubenskommission der Deutschen Bischofskonferenz (seit 2008)
- 2008–2016 Mitglied des Päpstlichen Rates für die sozialen Kommunikationsmittel

## Umgang mit sexuellem Missbrauch
Die am 3. März 2023 vorgestellte Missbrauchsstudie für das Bistum Mainz mit dem Titel Erfahren – Verstehen – Vorsorgen ermittelte für den Untersuchungszeitraum von 1945 bis 2022 657 durch sexuelle Übergriffe Betroffene im Bistum Mainz, 59 % von ihnen waren männlich; von den 392 Beschuldigten waren 96 Prozent männlich, 65 Prozent waren Kleriker. Wie seinen Vorgängern Bischof Albert Stohr und Kardinal Hermann Volk war, so die Ermittler, auch Bischof Karl Lehmann durchweg der Schutz der Institution Kirche wichtiger als ein angemessener Umgang mit Betroffenen sexuellen Missbrauchs. Auch noch zur Zeit Lehmanns als Bischof habe ein System eines institutionellen Selbstschutzes bestanden, das bis ans Ende seiner Amtszeit im Jahr 2017 von Empathie für Täter, Gleichgültigkeit für Opfer und dem Abstreiten von Verantwortung geprägt gewesen sei. Laut Lehmanns Generalvikar Dietmar Giebelmann sei Lehmann stets über alle Missbrauchsfälle informiert worden, aber habe sich in der Öffentlichkeit  unwissend gegeben. Er bagatellisierte die Übergriffe als Einzeltaten, die in der alleinigen individuellen Verantwortung der Täter lägen; eine auch nur teilweise institutionelle Verantwortung der Kirche oder der Bistumsleitung verneinte er, finanzielle Entschädigungen der Opfer aus kirchlichen Mitteln lehnte er ab. 1993 schrieb er einem beschuldigten Priester, schwerer als der Schaden, den das Opfer erlitten habe, wiege der Ansehensverlust des priesterlichen Standes und der Kirche.

## Auszeichnungen

### Ehrendoktorwürden
- 1991: Universität Innsbruck [Dr. theol. h. c.]
- 1991: Katholische Universität von Amerika, Washington, D.C. [Dr. iur. h. c.]
- 1994: Pontificial University St. Patrick’s College, Maynooth (Irland) (Katholische Universität Maynooth) [Dr. theol. h. c.]
- 1997: Akademia Teologii Katolickiej w Warszawie (Katholisch-Theologische Akademie Warschau) [Dr. s. c. hum. h. c.]
- 2000: Karl-Franzens-Universität Graz (Katholisch-Theologische Fakultät) [Dr. theol. h. c.]
- 2002: Uniwersytet Opolski (Universität Oppeln, Polen)
- 2004: Universitatea Alexandru Ioan Cuza din Iași (Universität Alexandru Ioan Cuza Iași, Rumänien) (Orthodoxe Theologische Fakultät), für seine Verdienste um die wissenschaftliche Theologie und die Ökumene[30]
- 2008: St. Augustine College of South Africa, Johannesburg
- 2017: Katholisch-Theologische Fakultät der Ruhr-Universität Bochum (zugleich mit Altbischof Wolfgang Huber)

### Honorarprofessuren
- 1983: Albert-Ludwigs-Universität Freiburg
- 1984: Johannes Gutenberg-Universität Mainz

 Gastprofessuren
- 2009: Johannes Gutenberg-Stiftungsprofessur der Johannes Gutenberg-Universität Mainz
- 2012/2013: Heinrich-Heine-Gastprofessur der Heinrich-Heine-Universität, Düsseldorf
- 2016: Mercator-Professur der Universität Duisburg-Essen

### Ehrenbürgerschaften
- 2001: Landeshauptstadt Mainz
- 2006: Johannes Gutenberg-Universität Mainz

### Mitgliedschaften

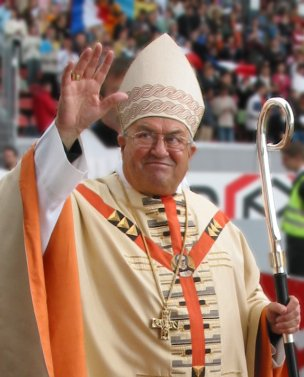
Karl Lehmann beim Abschlussgottesdienst der „Tage der Begegnung“ im Mainzer Bruchwegstadion (2005)

- 1978: Rotary Club (Freiburg-Zähringen)
- 1987: Akademie der Wissenschaften und der Literatur in Mainz
- 1991: Europäische Akademie der Wissenschaften und Künste in Salzburg, Dekan der Klasse VII (Weltreligionen) Stand 2012[31]
- 1995: Mitherausgeberschaft in der Karl-Rahner-Stiftung (München) der Sämtlichen Werke von Karl Rahner SJ
- 1999: Senat der Max-Planck-Gesellschaft
- 2004: Ehrenmitglied der Akademie gemeinnütziger Wissenschaften zu Erfurt
- Botschafter der Initiative Neue Soziale Marktwirtschaft
- Vorsitzender des Kuratoriums der Karl-Rahner-Stiftung (München)
- Mitglied des Kuratoriums der Gemeinnützigen Hertie-Stiftung

### Weitere Auszeichnungen

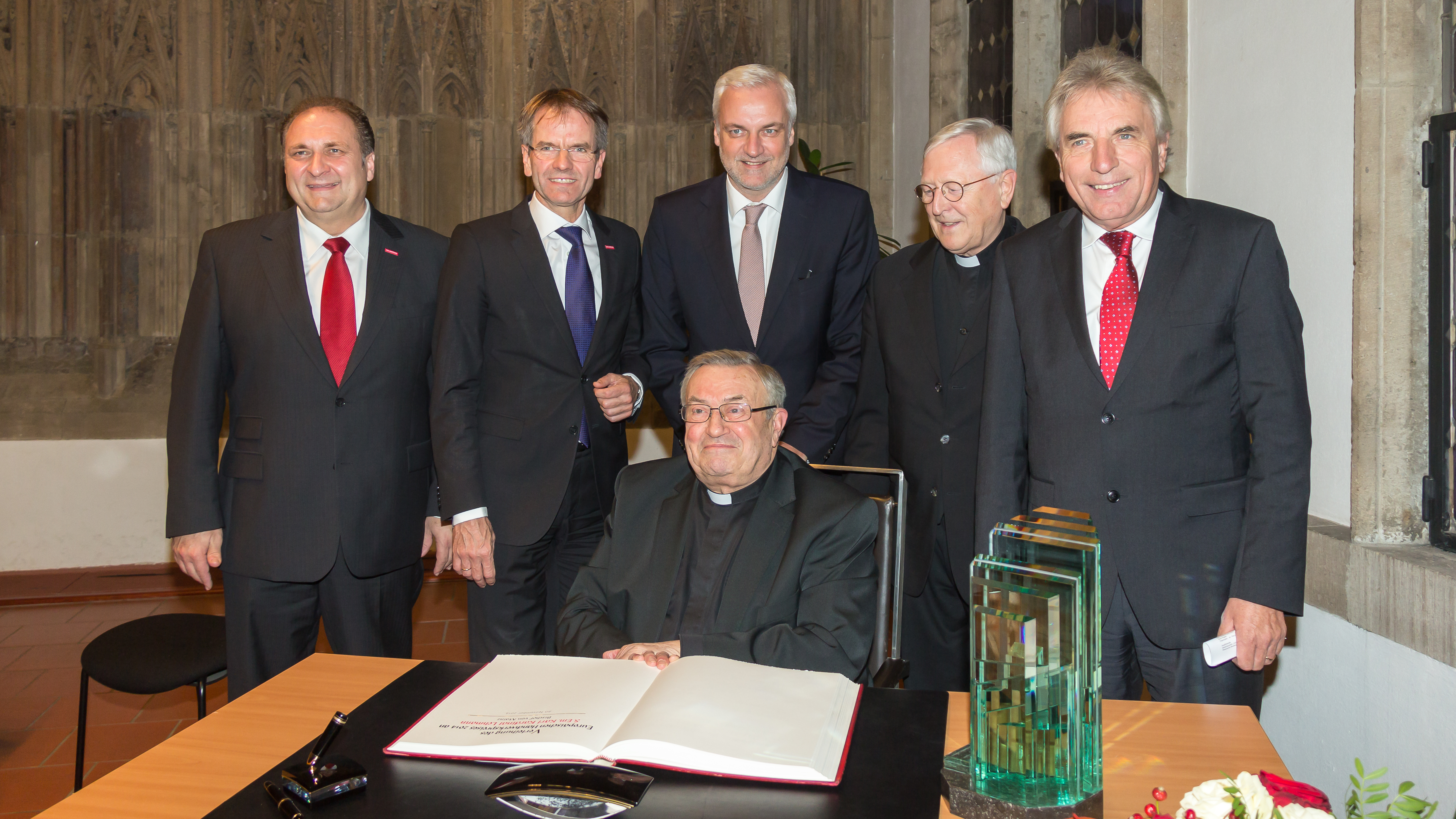
Verleihung des Europäischen Handwerkspreises an Karl Kardinal Lehmann.
Sitzend: Kardinal Lehmann. Stehend von links nach rechts:
Hans Peter Wollseifer, Laudator Andreas Ehlert, Minister Garrelt Duin, Weihbischof Manfred Melzer, Oberbürgermeister Jürgen Roters, im November 2014

- 1988: Großes Verdienstkreuz der Bundesrepublik Deutschland
- 1994: Karl-Barth-Preis der Evangelischen Kirche der Union in Berlin
- 1996: Kardinal-Döpfner-Preis der Katholischen Akademie in Bayern
- 2000: Großes Verdienstkreuz der Bundesrepublik Deutschland mit Stern und Schulterband
- 2002: Hans-Ehrenberg-Preis der Hans-Ehrenberg-Gesellschaft und des Kirchenkreises Bochum (zusammen mit Manfred Kock)
- 2002: Verdienstmedaille des Landes Baden-Württemberg
- 2002: Goldenes Schlitzohr
- 2002: Ehrenring der Görres-Gesellschaft
- 2003: Paul-Schnitker-Preis der Paul-Schnitker-Stiftung
- 2004: Karl-Rahner-Plakette der Deutschen Jesuiten und der Karl-Rahner-Stiftung München
- 2004: Deutscher Mittelstandspreis
- 2004: Winfried-Preis für Völkerverständigung und Frieden der Dr.-H.-G.-Waider-Stiftung, Fulda
- 2005: Aachener Orden wider den tierischen Ernst
- 2005: Eugen-Biser-Preis der Eugen-Biser-Stiftung in München
- 2006: Abraham-Geiger-Preis
- 2006: Kommandeur der französischen Ehrenlegion
- 2008: Verdienstorden des Landes Rheinland-Pfalz
- 2008: Ehrenmitglied der Alfred-Delp-Gesellschaft Mannheim e. V.
- 2010: Georg-Meistermann-Preis der Stiftung Stadt Wittlich
- 2012: Pax-Bank-Preis für interkulturellen Dialog der Pax-Bank auf Vorschlag der Georges-Anawati-Stiftung[32]
- 2013: Reuchlin-Preis
- 2013: Theologischer Preis der Salzburger Hochschulwochen
- 2013: Hammer-Preis der Kreishandwerkerschaft Mainz-Bingen[33]
- 2014: Romano-Guardini-Preis[34]
- 2014: Europäischer Handwerkspreis[35]
- 2016: Martin-Luther-Medaille[36]
- 2016: Wilhelm-Leuschner-Medaille[37]

### Hessischer Kulturpreis
2009 war Lehmann mit Vertretern anderer Religionen für den Hessischen Kulturpreis vorgesehen. Lehmann lehnte gemeinsam mit Peter Steinacker eine gleichzeitige Verleihung an Navid Kermani wegen dessen Äußerungen zum christlichen Kreuz ab, weshalb die Preisverleihung verschoben wurde. Dies löste eine umfangreiche Medienberichterstattung aus, in der die Haltung Lehmanns und Steinackers vielfach auf Widerspruch stieß. Letztlich entschlossen sich Lehmann und Steinacker nach einem Gespräch mit Kermani doch zur gemeinsamen Annahme des Preises, der am 26. November 2009 schließlich an die vier Preisträger Lehmann, Steinacker, Kermani und Salomon Korn vergeben wurde.

## Schriften
- Vom Ursprung und Sinn der Seinsfrage im Denken Martin Heideggers. Versuch einer Ortsbestimmung. Philosophische Dissertation. Pont. Univ. Gregoriana, Rom 1962; Ausgabe in 2 Bänden: Mainz / Freiburg i. Br. 2003 (Volltext).
- Auferweckt am dritten Tag nach der Schrift. Früheste Christologie, Bekenntnisbildung und Schriftauslegung im Lichte von 1 Kor 15,3–5. 2., verbesserte Auflage. Freiburg i. Br. 1969 (Volltext).
- Gegenwart des Glaubens. Mainz 1974.
- Jesus Christus, unsere Hoffnung. Meditationen. Freiburg i. Br. 1976.
- mit Joseph Ratzinger: Mit der Kirche leben. Herder, 1977.
- Was heißt „ewiges Leben“? (= Antwort des Glaubens. Bd. 3). Freiburg i. Br. 1978.
- als Hrsg. mit Walter Kasper: Teufel, Dämonen, Besessenheit. Zur Wirklichkeit des Bösen. Matthias-Grünewald-Verlag, Mainz 1978, ISBN 3-7867-0672-7.
- Ehe als Lebensentscheidung (= Antwort des Glaubens. Bd. 15). Freiburg i. Br. 1979.
- Geistlich handeln. Freiburg i. Br. 1982.
- Neuer Mut zum Kirchesein. Freiburg i. Br. 1982.
- Signale der Zeit – Spuren des Heils. Freiburg i. Br. 1983.
- Jesus hat die Kirche gewollt (= Antwort des Glaubens. Bd. 30). Freiburg i. Br. 1983.
- mit Wolfhart Pannenberg: Lehrverurteilungen – kirchentrennend? Rechtfertigung, Sakramente und Amt im Zeitalter der Reformation und heute. Vandenhoeck & Ruprecht, Herder, 1986.
- Lehrverurteilungen – kirchentrennend? Band 2: Materialien zu den Lehrverurteilungen und zur Theologie der Rechtfertigung. Vandenhoeck & Ruprecht, Herder, 1989
- Glauben bezeugen – Gesellschaft gestalten. Reflexionen und Positionen. 2 Bände. Freiburg i. Br. u. a. 1993.
- Es ist Zeit, an Gott zu denken. Ein Gespräch mit Jürgen Hoeren. Freiburg i. Br. 2000.
- Mut zum Umdenken. Klare Positionen in schwieriger Zeit. Hrsg. von Beate Hirt. Freiburg i. Br. 2002.
- Frei vor Gott. Glauben in öffentlicher Verantwortung. Freiburg i. Br. 2003.
- Mensch, Gott! Geistliche Impulse für die Advents- und Weihnachtszeit. Hrsg. von Michael Kinnen. 2. Auflage. Leipzig 2005, ISBN 3-7462-1905-1.
- Auf dem Weg zum Leben. Geistliche Impulse für die Passions- und Osterzeit. Hrsg. von Michael Kinnen. Leipzig 2005, ISBN 3-7462-1784-9.
- Zuversicht aus dem Glauben. Die Grundsatzreferate des Vorsitzenden der Deutschen Bischofskonferenz und die Predigten der Eröffnungsgottesdienste. Herder, Freiburg i. Br. 2006.
- Von der besonderen Kunst, glücklich zu sein. Herder, Freiburg i. Br. 2006, ISBN 3-451-29025-1.
- Mut zum Dialog. Orientierung für unsere Zeit. Hrsg. von Michael Kinnen. Herder, Freiburg i. Br. 2008.
- als Hrsg.: Weltreligionen: Verstehen, Verständigung, Verantwortung. Verlag der Weltreligionen, Frankfurt am Main 2009, ISBN 978-3-458-71025-7.
- mit Eduard Lohse: Paulus, Lehrer der Kirche (= Mainzer Perspektiven: Orientierungen. Bd. 7). Bistum Mainz, Mainz 2009, ISBN 978-3-934450-41-7.
- mit Ingolf U. Dalferth und Navid Kermani: Das Böse. Drei Annäherungen. Herder, Freiburg i. Br. 2011, ISBN 978-3-451-34057-4.
- Kleiner Wegbegleiter zu Gelegenheiten des Glaubens und Lebens. Hrsg. zum 75. Geburtstag des Bischofs von Mainz von Barbara Nichtweiß. Bistum Mainz, Mainz 2011, ISBN 978-3-934450-48-6.
- Weihnachten. Die Kraft eines verkannten Festes. Unter Mitarbeit von Claudia Sticher. Verlag Katholisches Bibelwerk, Stuttgart 2014, ISBN 978-3-460-32133-5.
- Toleranz und Religionsfreiheit. Geschichte und Gegenwart in Europa. Herder, 2015, ISBN 978-3-451-33511-2.
- Auslotungen. Lebensgestaltung aus dem Glauben heute. Herder, 2016, ISBN 978-3-451-30505-4. 552 Seiten.
- Was im Wandel bleibt. Christsein in der Kirche heute. Herder, 2016, ISBN 978-3-451-30506-1.
- Mit langem Atem. Wege – Erfahrungen – Einsichten. Der Kardinal im Gespräch mit Markus Schächter. Herder, 2016, ISBN 978-3-451-34967-6.
- Romano Guardinis Vom Geist der Liturgie: Ursprünge eines neuen Denkens für die liturgische Erneuerung – damals und heute. In: Archiv für Liturgiewissenschaft. Bd. 60, 2018, S. 1–16 (posthum).